# Geschäftshaus Theresienstraße 11 (Nürnberg)

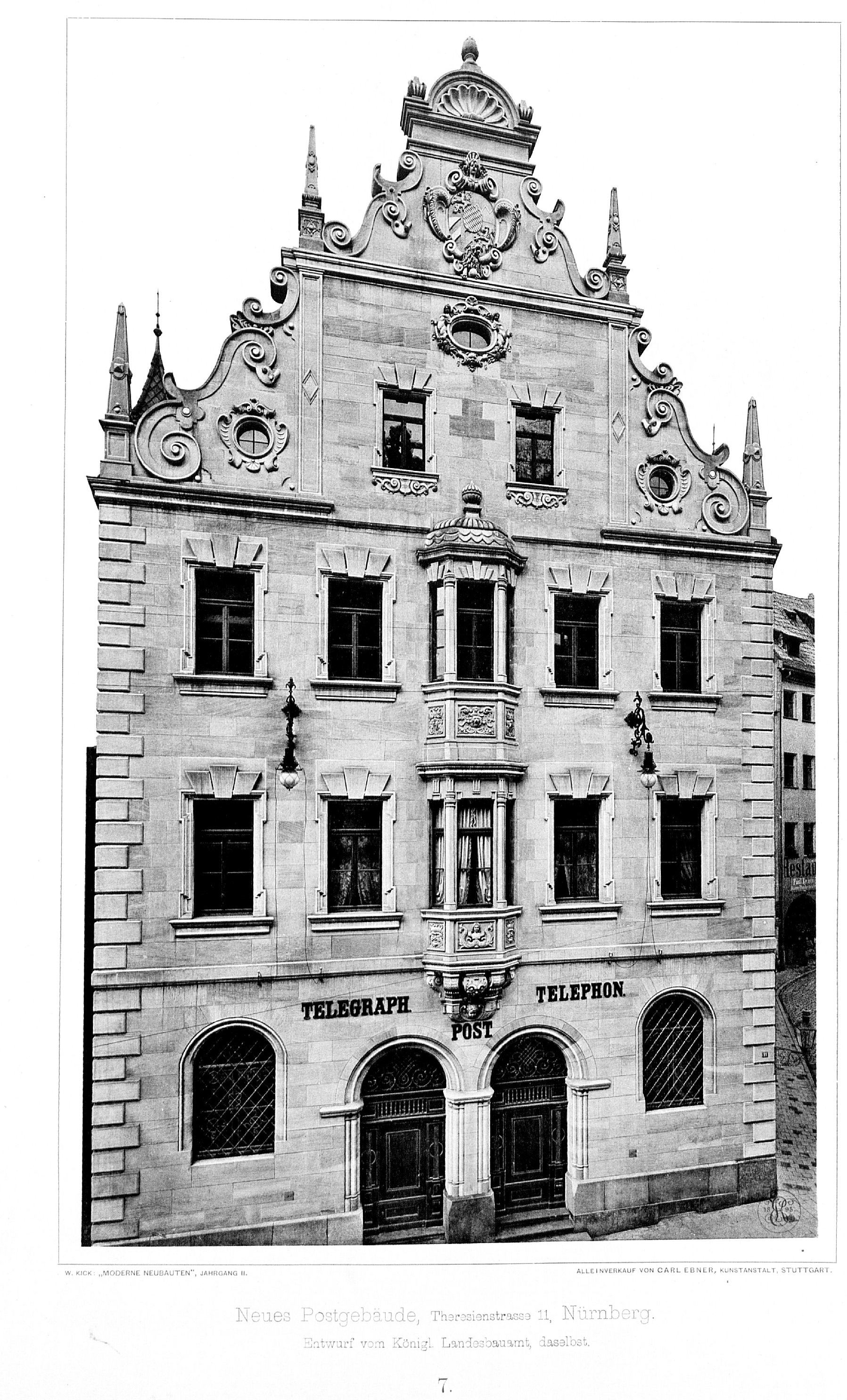
Geschäftshaus Theresienstraße 11

Das Geschäftshaus Theresienstraße 11 war ein historistisches Postdienstgebäude in Nürnberg. Es entstand vor 1898 nach einem Entwurf aus dem königlich bayerischen Landesbauamt Nürnberg unter Leitung von Regierungsbaurat Molitor, die Fassade wurde dabei nach einer Skizze von Bauamtmann Förster gestaltet. Das Haus ist nicht erhalten.
Es wurde als Post- und Telegrafenamt für die Sebalder Stadtseite erbaut. Als Bauplatz wurden die Grundstücke einer Häusergruppe im ältesten Teil Nürnbergs gewählt, an der Straßenecke Theresienstraße / Tetzelgasse. Allerdings waren die dort abzubrechenden Häuser historisch wie baukünstlerisch wertvoll, daher forderten einige Bürger der Stadt ihre Erhaltung. Besonderer Wert wurde dabei auf einen die Häusergruppe flankierenden Turm gelegt, sowie ein „Chörlein“ (Erker), das aus der Blütezeit der Nürnberger Renaissance stammte. Es konnte jedoch nur der Erker als Spolie in den Neubau integriert werden, der Turm wurde abgebrochen. Der Neubau sollte bewusst wie ein Nürnberger Patrizierhaus der Renaissance aussehen.
Das aus Backstein gemauerte Haus stand auf einem Sockel aus Granitquadern, die Fassade war mit Cadolzburger und Erlanger weißem Sandstein verblendet. Der Giebel mit seinem plastischen Schmuck wurde in Tretzendorfer Sandstein, der Erker in Ködnitzer Sandstein ausgeführt.